# Bourbon Sarolta Johanna portugál királyné
Bourbon Sarolta Johanna (ismert még mint Spanyolországi Sarolta Johanna, spanyolul: Carlota Joaquina de Borbón, portugálul: Carlota Joaquina de Bourbon; Aranjuez, Spanyol Birodalom, 1775. április 25. – Queluz, Portugál Királyság, 1830. január 7.), a Bourbon-házból származó spanyol infánsnő, IV. Károly spanyol király és Bourbon–parmai Mária Lujza királyné legidősebb leánya, aki VI. János portugál király hitveseként Portugália és Algarve királynéja 1816-tól hitvese 1826-os haláláig.

## Származása
Sarolta Johanna 1775. április 25-én született a Bourbon-ház spanyol ágának tagjaként. Apja IV. Károly spanyol király, aki III. Károly spanyol király és Szászországi Mária Amália gyermeke volt. Apa nagyapai dédszülei V. Fülöp spanyol király és Farnese Erzsébet (II. Odoardo parmai herceg leánya), míg apai nagyanyai dédszülei II. Szász Frigyes Ágost lengyel király és Habsburg Mária Jozefa (I. József német-római császár leánya) voltak. Anyja szintén a Bourbon-házból, a parmai ágából való Mária Lujza hercegnő, I. Fülöp parmai herceg és Franciaországi Lujza Erzsébet leánya volt. Anyai nagyapai dédszülei szént V. Fülöp spanyol király és Farnese Erzsébet, míg anyai nagyanyai dédszülei XV. Hőnszeretett Lajos francia király és Leszczyńska Mária (I. Leszczyński Szaniszló lengyel király leánya) voltak.
Az infánsnő volt szülei tizennégy gyermeke közül a második és egyben legidősebb leánygyermeke. Testvére között olyan személyek vannak mint Mária Lujza etruriai királyné, VII. Ferdinánd spanyol király, Károly Mária Izidor spanyol trónkövetelő, Mária Izabella nápoly–szicíliai királyné és Ferenc cadizi herceg is.

## Házassága és gyermekei
Sarolta Johanna infánsnő hitvese a Bragança-házból származó János infáns, későbbi portugál király lett. János volt III. Péter portugál király és I. Mária portugál királynő harmadik gyermeke. Kettőjük házasságára 1785. június 9-én került sor, Sarolta Johanna tizenegy éves és János infáns tizennyolc éves korában. A nász elhálására az infánsnő fiatal kora miatt csak 1790. január 9-én került sor. Kapcsolatukból összesen kilenc gyermek született. Gyermekeik:
1. Mária Terézia infánsnő (1793. április 29. – 1874. január 17.), házassága révén Beira hercegnéje
2. Ferenc Antal infáns (1795. március 21. – 1801. június 11.), fiatalon elhunyt
3. Mária Izabella infánsnő (1797. május 19. – 1818. december 26.), Spanyolország királynéja lett
4. Péter infáns (1798. október 12. – 1834. szeptember 24.), Brazília első császára
5. Mária Franciska infánsnő (1800. április 22. – 1834. szeptember 4.), hitvese révén molinai grófné
6. Izabella Mária infánsnő (1801. július 4. – 1876. április 22.), Portugália régense volt 1826 és 1828 között
7. Mihály infáns (1802. október 26. – 1866. november 14.), Portugália királya
8. Mária da Assunção infánsnő (1805. június 25. – 1834. január 7.), nem házasodott meg
9. Anna de Jesus Maria infánsnő (1806. október 23. – 1857. június 22.) házassága révén Loulé hercegnéje

## Címei és titulusai
- 1775. április 25. – 1785. május 8.: Őfelsége Sarolta Johanna spanyol infánsnő
- 1785. május 8. – 1788. szeptember 11.: Őfelsége Sarolta Johanna portugál infánsné
- 1788. szeptember 11. – 1816. március 20.: Ő királyi fensége A brazil hercegné, Braganza hercegnéje
- 1816. március 20. – 1825. november 15.: Portugália, Algarve és Brazília királynéja
  - 1822. október 12. – 1825. november 15.: Brazília címzetes császárnéja